# Литъл Корнуолис
Остров Литъл Корнуолис (на английски: KLittle Cornwallis Island) е 60-ият по големина остров в Канадския арктичен архипелаг. Площта му е 412 км2, която му отрежда 75-о място сред островите на Канада. Административно принадлежи към канадската територия Нунавут. Необитаем.
Островът се намира в централната част на архипелага, между двата големи острова Батърст и Корнуолис. На запад протока Крозиър с ширина 9 км го отделя от п-ов Грегъри на остров Батърст, а на изток широкия 3,9 км проток Пулен от п-ов Маршал на остров Корнуолис. На 6,3 км на север е малкия остров Милн, а още малко по на север остров Крозиър.
Остров Литъл Корнуолис се състои от две обособени части – западна с дължина 27 км и ширина 15,5 км и източна – 22 на 15 км. Двете части на острова са разделени от дълбоко врязания в сушата залив Темпълтън, в северната част на който се намира тесен, едва 400 м провлак, свързващ двете части. Целият остров наподобява зародишен ембрион, в който тялото представлява западната част, а главата – източната. Бреговата линия с дължина 158 км е силно разчленена, като освен споменатия по-горе залив има още множество малки заливи и фиорди, разделени едни от други с тесни полуострови.
Релефът представлява предимно хълмиста равнина, изпъстрена с множество езера. Максималната височина в западната част е 123 м, а в източната – 121 м.
В най-югозападната част на острова от 1982 до 2002 г. функционира оловно-цинковата мина „Поларис“, най-богатото в света рудно находище на олово и цинк, открито през 1960 г. В близост до мината е имало самолетна писта, позволяваща кацането и излитането на големи самолети като Боинг 727 и Боинг 737, които са превозвали работниците на обекта. През август 2002 г. находището е затворено поради изчерпване на рудното тяло. За този 20-годишен период на експлоатация са изкопани 21 млн. т руда, от която са добити 733,8 хил. т. оловен концентрат и 2,8 млн. т. цинков концентрат. След затварянето на находището до 2004 г. се извършва рекултивация на терена, за която са изразходвани $53 млн.
Островът е открит и първоначално изследван и картиран през лятото на 1845 г. от участниците в трагично завършелата експедиция на английския полярен изследовател Джон Франклин.
|  | Тази страница частично или изцяло представлява превод на страницата Little Cornwallis Island в Уикипедия на английски. Оригиналният текст, както и този превод, са защитени от Лиценза „Криейтив Комънс – Признание – Споделяне на споделеното“, а за съдържание, създадено преди юни 2009 година – от Лиценза за свободна документация на ГНУ. Прегледайте историята на редакциите на оригиналната страница, както и на преводната страница, за да видите списъка на съавторите. ВАЖНО: Този шаблон се отнася единствено до авторските права върху съдържанието на статията. Добавянето му не отменя изискването да се посочват конкретни източници на твърденията, които да бъдат благонадеждни. |